# Federico Vilar
Federico Vilar   (Buenos Aires, 30 de maig de 1977) conegut com "El Jefe", és un entrenador de futbol argentí i exjugador que va jugar de porter.
Vilar va jugar la major part de la seva carrera a Mèxic, on va jugar a cinc clubs diferents. També va guanyar quatre títols diferents i va marcar quatre gols tots amb tirs lliures. Vilar era conegut pels seus grans reflexos i es va consolidar com un dels millors porters de Mèxic, el seu carisma i capacitat de lideratge també li han valgut el títol de capità de l'equip al llarg de la seva carrera.
Vilar donà els seus primers passos futbolístics al Club Atlético Argentino Rojas, per posteriorment formar-se al planter del Boca Juniors, on romangué de 1993 al 2000, any en què fou transferit al Club Almirante Brown del 2000 al 2001 de la Divisió d'Ascens argentina. Després va emigrar a Mèxic i va jugar a l'equip de segona divisió Acapulco fins que va debutar a la Primera Divisió de Mèxic l'1 de desembre de 2003, davant el Monterrey.
A les files del club mexicà, Vilar aconseguí alçar-se amb el Torneig Obertura de 2007 i amb la Copa de Campions de la CONCACAF de 2009.
Vilar es va traslladar a Morelia l'any 2010 on va guanyar la SuperLiga nord-americana de 2010, va arribar a la final de la lliga Clausura 2011 i va guanyar la Copa MX Apertura 2013. Més tard va jugar a l'Atlas i al Club Tijuana. Vilar va anunciar la seva jubilació en una roda de premsa a Tijuana el 29 de novembre de 2016.
Ha estat seleccionat en un parell d'ocasions com a tercer porter de la selecció de futbol de l'Argentina, si bé no ha arribat a debutar.

## Palmarès
- 1 Torneig Obertura mexicà: 2007 (Atlante)
- 1 Copa de Campions de la CONCACAF: 2009 (Atlante)